# TG Sokół Sokołów Małopolski
TG Sokół Sokołów Małopolski je poljski nogometni klub iz Sokolova. Trenutačno se natječe u poljskoj peti ligi.

## Imena
- 1894. TG Sokół Sokołów
- 1947. KS Związkowiec Sokołów
- 1951. KS Spójnia Sokołów
- 1955. KS Sparta Sokołów
- 1957. KS Sokołowianka Sokołów
- 1998. TG Sokół Sokołów
- 2002. Crunchips TG Sokół Sokołów
- 2003. TG Sokół Sokołów

## Poznati igrači
- Piotr Piechniak

## Vanjske poveznice
- Službena stranica